# Propriété partagée
 (avril 2014).
Si vous disposez d'ouvrages ou d'articles de référence ou si vous connaissez des sites web de qualité traitant du thème abordé ici, merci de compléter l'article en donnant les références utiles à sa vérifiabilité et en les liant à la section « Notes et références ».
Ne doit pas être confondu avec Copropriété ou Location en temps partagé.
La propriété partagée est le fait de partager de manière indivise la propriété d'un bien, généralement cher, entre plusieurs propriétaires. La formule est moins développée en France qu'aux États-Unis. 
Dans cette forme de propriété, chaque propriétaire peut bénéficier d'un certain nombre de droits ou avantages sur le bien, comme le partage des revenus, une priorité d'accès ou encore des tarifs réduits.
La propriété partagée se distingue de la copropriété qui concerne les immeubles bâtis dont la propriété est répartie entre plusieurs personnes par lots comprenant chacun une partie privative et une quote-part des parties communes.
Parmi les biens les plus couramment achetés en propriété partagée figurent les hébergements touristiques, les bateaux de plaisance, les avions de tourisme ou d'affaires et même récemment les résidences hôtelières, chaque propriétaire étant propriétaire d'une chambre par exemple ou d'un studio dans la résidence. 
Typiquement, une compagnie gère le bien pour le compte des propriétaires qui payent un droit mensuel ou annuel. La compagnie peut aussi louer le bien pour le compte des propriétaires auquel cas elle distribue les revenus collectés en prélevant une partie pour rétribuer sa gestion du bien.
Le fait de savoir si la propriété partagée est une meilleure option que la simple location est un débat encore ouvert. Certains pays ont mis en place des incitations financières qui procurent des avantages supplémentaires pour les propriétaires. D'autres, au contraire, peuvent pénaliser la propriété par rapport à la location.